# Gonzalo García (mártir)
San Gonzalo García, O.F.M. (en latín: Gundisalvus García y en portugués: São Gonçalo Garcia, n. en 1557 en Baçaim, Província do Norte, Estado Português da Índia, actual India – m. el 5 de febrero de 1597 en Nagasaki, Japón) fue un fraile franciscano indoportugués que sufrió martirio en Japón y es venerado como santo. Es el primer indio elevado a la santidad nacido en la ciudad costera de Vasai, actualmente un suburbio de la ciudad de Bombay (Mumbai), cuando esa ciudad era conocida como Baçaim en portugués, -posteriormente llamada Bassein en inglés- durante la época en que era parte del Imperio portugués. Él es uno de los 26 mártires de Japón crucificados en Nagasaki en 1597. La fiesta de San Gonzalo se celebra el primer domingo más cercano a la marea muerta después de Navidad en Vasai.

## Nacimiento
Nació como Gonçalo Garcia en 1556. Documentos conservados en los Archivos de Lisboa, Portugal (Arquivo Nacional da Torre do Tombo), lo mencionan como "natural de Agaçaim" o "residente de la aldea de Agaçaim" en Baçaim (Vasai). Su padre era un soldado portugués y su madre era una canarim (que era como los portugueses llamaban a los habitantes del Konkán; este término suele extenderse a todos los pueblos indígenas de lo que era la India portuguesa de la época). Los eruditos modernos, como Gense Conti, aceptan el hecho de que la madre de Gonzalo era de Baçaim.
Según Marcelo de Ribandeneira, que se convirtió en historiador y es considerado como la fuente más auténtica de la vida de San Gonzalo García, el santo una vez le dijo que su madre era de Baçaim y su padre era un soldado portugués. De ahí la bula declarando a Gonzalo García como santo menciona que él era originario de Baçaim. Como hijo de un padre europeo y madre india fue mestiço (mestizo) en el sentido del término portugués.

## En el fuerte de Vasai
Pasó 8 años (1564-1572) en el fuerte de Vasai. La fortaleza estaba reservada a los europeos y sus sirvientes. De acuerdo con la política adoptada por el gobierno portugués, el portugués que se casaba con una mujer local se le daba ciertos privilegios. Así que al padre de Gonzalo se le permitió dejar el trabajo y se quedó en el fuerte como un simple laico debido a que su familia vino a residir dentro de la fortaleza. Estudió en la escuela jesuita de Vasai y ayudó en la "Igreja do Santo Nome de Jesús" (en español "Iglesia del Santo Nombre de Jesús", ahora conocida como Iglesia de San Gonzalo García). Aquí San Gonzalo García entró en contacto con el padre Sebastião Gonsalves que se convirtió en un amigo y guía durante toda su vida. Durante su estancia con los jesuitas aprendió gramática, filosofía e historia romana.

## Hacia Japón
García estaba dispuesto a acompañar a Japón a los misioneros jesuitas que, desde Vasai, fueron enviados allí. En 1569 le dijo al padre Sebastião Gonsalves acerca de su deseo de ir al Oriente pero su solicitud fue rechazada ya que era muy joven. Pero en 1572 el padre Gonsalves le permitió a los quince años. Sorprendió al joven Gonzalo al revelarle que él también ha decidido irse a Japón. Los dos misioneros se fueron juntos de Vasai en la primera semana de marzo de 1572 y llegaron a Japón en julio. Durante el curso de su viaje Gonzalo García aprendió el idioma japonés con la ayuda de un japonés que le acompañaba en el mismo barco.

## El catequista

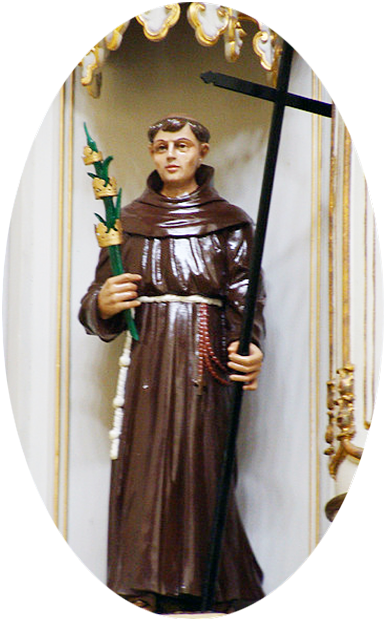
Imagen de San Gonsalo Garcia en Bassein, India

Gonzalo fue seleccionado como catequista por los misioneros jesuitas. Como predicador misionero él anduvo en lugares públicos enseñando a los niños a dibujarse a sí mismo por su carácter afable, por su fluidez en el idioma del país y por su amabilidad. Gonzalo García llegó a unos y otros y pronto se convirtió en el favorito de los japoneses. Sirvió como catequista por 8 años. Mientras tanto, había expresado el deseo de unirse a la Compañía de Jesús. A pesar de las promesas de su admisión, su origen indio era un obstáculo para entrar a la orden. Finalmente Gonzalo perdió la esperanza y se despidió de los padres, muy a su pesar.

## Misionero convertido en comerciante
Después de dejar a los jesuitas se fue a otra ciudad llamada Alacao. Allí se estableció como comerciante. Sin embargo, perdió su espíritu de piedad y celo cristiano debido a su nueva carrera. Poco a poco, sus transacciones de negocio se expandieron y fue capaz de fundar nuevos establecimientos; sus relaciones comerciales lo pusieron en contacto con todos los estratos de la sociedad japonesa. Su negocio floreció muy bien. Pero, en el fondo, él seguía siendo un hombre religioso en palabra y obra. Más tarde decidió convertirse en un fraile franciscano. Su petición al superior de los franciscanos de Manila, Filipinas, de ingresar a la orden de éste, fue aceptada. De esta manera, como franciscano, Gonzalo García comenzó la segunda fase de sus actividades misioneras.

## Un predicador franciscano
Tras haber sido aceptado en la orden se encontró en Manila con el misionero franciscano fray Pedro Bautista, que se mantuvo junto con él como un compañero hasta el martirio. Gonzalo García comenzó su carrera como "dojuku" o catequista en Manila. La principal ventaja para él era su capacidad para hablar el idioma japonés. De las diferentes partes de Japón las personas comenzaron a enviar las invitaciones. Fue en este momento que el rey español quería enviar una delegación a Japón desde Manila. El gobernador español de Manila escogió a fray Pedro Bautista como el líder de la delegación y como no sabía el idioma japonés, Gonzalo García fue elegido como su traductor, así como su compañero; los misioneros dejaron Manila el 21 de mayo de 1593 y llegaron a Hirado, un puerto de Japón, el 8 de julio de 1593.
En Japón Gonzalo García se convirtió en el centro de atención, ya que conocía bien el idioma japonés. Después de enfrentarse a algunas dificultades iniciales los franciscanos asentados en Japón comenzaron su labor misionera en Kioto, Osaka, etc. El shogun Toyotomi Hideyoshi fue muy amable con estos franciscanos. Era una época en que los jesuitas estaban enfrentando fuerte oposición en Japón. Los japoneses apreciaban la sencilla forma de vida adoptada por los misioneros franciscanos y eso les ayudó a acelerar su conversión. Muchos nipones, incluidos nobles, aceptaron la religión cristiana católica. Lentamente Japón se convirtió en el gran centro de evangelización de los misioneros franciscanos.

## Tiempo de adversidades
Los franciscanos tuvieron mucho éxito en su política de conversión. Naturalmente, los prestamistas religiosos budistas se convirtieron en sus archienemigos. Ellos trataron de influir en el emperador para tomar medidas contra los franciscanos y para expulsarlos, pero éste se negó a ceder. Pero la situación empeoró con la llegada del malogrado buque español San Felipe: este barco iba de Manila a Acapulco, México, pero debido a una terrible tormenta, se desvió a las costas de Japón cargado de oro y plata anclando en Urado. El capitán del barco, Francisco de Olandia, conversando con los funcionarios de aduanas japoneses habló jactanciosamente de “la España de los conquistadores” e innecesariamente dijo que el rey español había conquistado muchos países en el mundo. Él dijo erróneamente que el rey de España envió a los misioneros primero para instigar a la gente contra su gobernante. Cuando el asunto fue reportado a Toyotomi, él estaba furioso. La situación fue aprovechada por Siyakuin Hoin, el médico del shogun. El shogun emitió la orden para arrestar y ejecutar a todos los misioneros en Japón. También había tres jesuitas: Pablo Miki, Diego Kisai y Juan de Soan de Goto; franciscanos como los frailes Pedro Bautista, Gonzalo García, Felipe de Jesús y otros junto con varios laicos fueron detenidos el 8 de diciembre de 1596 y fueron condenados a muerte mediante la crucifixión.

## Camino al martirio
El 4 de enero de 1597 los 24 condenados a muerte, escoltados por unos 200 guardias, comenzaron su viaje de 965 kilómetros de Kioto a Nagasaki (la ciudad más evangelizada en Japón) a través de las ciudades de Sakai, Okayama, Hiroshima, Shimonoseki y Karatsu. En el camino se les unieron otros 2 laicos japoneses elevándose así su número a 26, siendo los 26 mártires de Japón, y llegaron a Nagasaki el 4 de febrero. A la mañana siguiente fueron llevados a un cerro conocido como Nishizaka donde Terazawa Hanzaburo, el hermano del gobernador de Nagasaki, había planeado hacer la crucifixión. Como Gonzalo era prominente entre los misioneros se le dio el lugar central; reconoció a uno de sus amigos de Vasai, Francisco Rodrigues Pinto, a quien le dijo: "Mi buen amigo, que Dios esté con usted. Me voy al cielo. Un abrazo caluroso a fray Sebastião Gonsalves en mi nombre".
La ejecución se inició a las 10 de la mañana. Los condenados estaban tan cansados que no podían soportar el martirio por mucho tiempo y a las 10:30 a. m. todo estaba terminado. Los dos soldados que eran verdugos terminaron su tarea por ensartando sus lanzas en los pechos de los misioneros y los laicos. Los cristianos portugueses y japoneses que asistieron a la ejecución rompieron el cerco de guardias y comenzaron a empapar trozos de tela en la sangre de los ejecutados, reuniendo trozos de la tierra empapada de sangre, y rompiendo sus hábitos y kimonos como reliquias santas. Los guardias golpearon a la gente y el orden se restableció. Terazawa colocó guardias alrededor de la colina, con órdenes estrictas de no permitir que nadie se acercase a las cruces. Después de completar la tarea Terazawa se retiró de la colina.

## Camino al altar
Después del terrible drama los cadáveres de los 26 mártires fueron abandonados por las autoridades locales que pensaban que serían devorados por los buitres. Sin embargo, casi por cuarenta días permanecieron intactos. Posteriormente se informó en The Examiner (12 de marzo de 1904) que los portugueses trajeron la cabeza de Gonzalo García a la India, la cual se mantuvo en el fuerte de Vasai. La llevaron a Goa cuando salieron de Vasai en 1739 (página 82). Dado que el autor del artículo no menciona la fuente de la información no puede ser tomado como un hecho histórico.
Luego siguió una serie de milagros en la colina Nishizaka de Nagasaki. Así, en 1627, treinta y cinco años después de la crucifixión de los mártires, el Papa Urbano VIII declaró a Gonzalo García y sus co-mártires como beatos y permitió a los jesuitas y los franciscanos que los veneraran. Este permiso se extendió a otras órdenes religiosas más adelante, pero en 1629 el mismo Papa completó la beatificación de estos mártires; el asunto fue olvidado durante más de dos siglos. Fue tomado una vez más en 1862 y el 8 de junio del mismo año el Papa Pío IX hizo la canonización de San Gonzalo García y sus compañeros de los mártires, convirtiéndose en el primer santo católico de la India y el subcontinente indio, y el 8 de junio de 2012 se celebró el 150 aniversario de su canonización.

## Veneración
El recuerdo de San Gonzalo se mantiene vivo con una universidad que lleva su nombre en Vasai. Es el santo patrono de la Diócesis de Vasai y la fiesta que se lleva a cabo para celebrar el día de su nacimiento es el 5 de febrero. El obispo Thomas Dabre de Vasai, teólogo católico, dice que la relevancia de García se encuentra aún hoy en día en el universalismo de su caridad y amor. Una pequeña estatua de San Gonzalo García fue llevada de Portugal a Recife, Brasil, en 1745 por un brasileño, una prueba más de su ascendencia india.